# Statuia „Bucuria vieții” din Suceava

Statuia „Bucuria vieții” din Suceava

Statuia „Bucuria vieții” din Suceava este un monument din piatră de calcar șlefuită realizat de către sculptorul Vladimir Predescu (sau Dimitrie Căilean, după alte surse) și dezvelit în anul 1977 în municipiul Suceava. Statuia este amplasată în fața Policlinicii Areni, în cartierul cu același nume, pe strada Ștefan cel Mare nr. 78.

## Istoric și descriere
Statuia a fost realizată din piatră de calcar, parțial șlefuită, de către sculptorul Vladimir Predescu și amplasată în anul 1977 pe spațiul verde din fața Policlinicii Județene din Suceava (astăzi Policlinica Areni). În imediata vecinătate se află Parcul Vladimir Florea. După unele surse, statuia este realizată de către sculptorul Dimitrie Căilean.
Monumentul înfățișează o tânără femeie, redată pe trei sferturi, într-o mișcare de elansare, cu capul lăsat pe umărul stâng și ușor spre spate, cu brațele desfăcute în laturi, îndoite din cot, cu pieptul avântat. Femeia are părul despletit pe umeri și spate, ochii închiși și gura întredeschisă. Sculptorul a reprezentat stilizat linia ochilor și a nasului. Opera are 0,90 metri înălțime, 0,92 metri lungime și 0,46 metri lățime.
Statuia se află pe un postament din piatră cu dimensiunile de 0,60 metri x 0,60 metri.
Statuia are o vizibilitate redusă din cauză că se află la nivelul solului, fiind ascunsă în iarba rondului din fața policlinicii și invadată de licheni galbeni.

## Imagini

Statuia „Bucuria vieții”
Statuia „Bucuria vieții”